# 앙드레 가뇽
앙드레 가뇽(퀘벡 프랑스어: André Gagnon, 1936년 8월 2일 ~ 2020년 12월 3일)은 캐나다 퀘벡주 출신의 작곡가이자 피아노 연주자이다.

## 생애
4살 때부터 피아노를 배우기 시작하여 6살 때 첫 작곡을 하고 10살 때 독주회를 열었다. 몬트리올 음악원(Montreal Conservatoir de Music)에서 공부한 후 퀘벡주 장학금을 수여받아 프랑스로 유학한 그는 처음에는 서양 고전 음악을 전공하였으나 이 시기에 대중 음악과의 크로스오버에 관심을 가지게 되었고 이후 그의 음악에 큰 영향을 미쳤다.
1967년 귀국하여 콘서트 피아노 연주자로 데뷔하였고, 1970년 일본 오사카 박람회에 참석한 것이 계기가 되어 일본과도 오랜 인연을 맺게 되었다. 모국인 캐나다뿐 아니라 일본에서도 많은 인기를 누리고 있으며, 일본 영화음악이나 후지TV 드라마 배경음악에 참여하기도 하였다.
대한민국에서는 1997년 그의 앨범 《Monologue》가 발매되면서 알려지기 시작하여 현재까지 많은 인기를 얻고 있으며, 2011년 4월에는 대우건설의 아파트 브랜드 푸르지오의 광고에 출연하기도 하였다.

## 음반
다음은 대한민국에 발매된 앙드레 가뇽의 음반 목록이다.
- 《Monologue》(1997)
- 《Les Jours tranquilles》(1998)
- 《Le Pianiste》(1998)
- 《Rêves d'automne》(1999)
- 《Solitude》(2000)
- 《Presque bleu》(2000)
- 《Noël》(2000)
- 《Saisons》(2001)
- 《Histoires rêvées》(2002)
- 《Escape》(2002)
- 《Most Beloved Andre Gagnon》(2003)
- 《Andre Gagnon's Love Me Tender》(2004)
- 《The Very Best Of Andre Gagnon》(2006)
- 《The Ultimate Andre Gagnon》(2008)
- 《TOWA-NI》(2008)
- 《Ciels d'hiver》(2008)